# قاسم الزین
قاسم الزین (عربی: قاسم محمد الزين؛ زادهٔ ۲ دسامبر ۱۹۹۰) بازیکن فوتبال اهل لبنان است.
وی همچنین در تیم ملی فوتبال لبنان بازی کرده‌است.